# Anders Halvarsson
Bo Anders Halvarsson, född 22 mars 1964 i Borås, är tidigare vd för företaget NetOnNet och en av företagets grundare.
I februari 2011 sålde han sin andel på 12 % i NetOnNet efter ett uppköpserbjudande från investmentbolaget Waldir som ägs av Sibasfären. Halvarsson lämnade företaget i maj 2011.